# Opitero Verginio Tricosto
Opitero Verginio Tricosto (in latino Opiter Verginius Tricostus; ... – 486 a.C. circa) è stato un politico e militare romano del VI e del V secolo a.C.

## Biografia
Di probabile origine etrusca, fu il primo membro della gens Verginia ad essere eletto console nel 502 a.C. con Spurio Cassio Vecellino.
I due consoli continuarono lo scontro, iniziato l'anno precedente, con la colonia di Pometia, passata agli Aurunci, costringendola alla resa e punendola duramente. Per la loro vittoria ai due consoli venne tributato l'onore del trionfo:
(Tito Livio, Ab Urbe condita libri, Libro II, 17.)
Secondo Dionigi Opitero Verginio guidò i Romani contro i cittadini di Camaria che, sconfitti, furono tratti in schiavitù, mentre la loro città fu rasa al suolo.
Morì probabilmente nel 486 a.C. in battaglia contro i Volsci.